# Лабоба
Лабо́ба (тадж. Лабоба) — село у складі Хатлонської області Таджикистану. Входить до складу Даханського джамоату Кулобського району.
Назва означає біля води.
Населення — 1145 осіб (2010; 1118 в 2009).